# Pieter-Jan Hannes
Pieter-Jan Hannes (Mortsel, 30 oktober 1992) is een Belgische voormalig atleet, die gespecialiseerd was in de middellange afstand en het veldlopen. Hij nam eenmaal deel aan de Olympische Spelen en werd driemaal Belgisch kampioen in het veldlopen (korte cross).

## Loopbaan
Zijn eerste succes bij de senioren boekte Hannes in 2012 met het winnen van de nationale titel in het veldlopen op de korte cross. Een jaar later verlengde hij deze titel.
Sinds begin 2013 is Hannes eliteatleet bij de VAL. Op de World Challenge-meeting in Rabat wist hij zich op de 1500 m met een persoonlijk record te plaatsen voor de wereldkampioenschappen van 2013 in Moskou. Op 8 december 2013 werd hij Europees kampioen veldlopen bij de beloften (atleten onder 23 jaar) in het Servische Belgrado.
Op 21 februari 2015 verbeterde Hannes het Belgisch indoorrecord op de 1500 m tijdens een meeting in Birmingham. Hannes verbeterde het vorige record van Christophe Impens, dat dateerde uit 1997, en bracht de nieuwe toptijd op 3.37,30. Op die manier kwalificeerde Hannes zich ook op de 1500 m voor het EK indoor in Praag.
Clubs
Hannes was lid van OLSE Merksem. Hij stapte over naar Atletiekclub Herentals.

## Kampioenschappen

### Internationale kampioenschappen
| Onderdeel | Titel                 | Jaar |
| --------- | --------------------- | ---- |
| 1500 m    | Europees kampioen U23 | 2013 |
| veldlopen | Europees kampioen U23 | 2013 |

### Belgische kampioenschappen
| Onderdeel               | Jaar             |
| ----------------------- | ---------------- |
| veldlopen (korte cross) | 2012, 2013, 2014 |

## Persoonlijke records
Outdoor
| Onderdeel      | Prestatie       | Datum        | Plaats         |
| -------------- | --------------- | ------------ | -------------- |
| 800 m          | 1.47,30         | 6 juli 2013  | Oordegem       |
| 1500 m         | 3.34,49         | 19 juli 2014 | Heusden-Zolder |
| 1 mijl         | 3.51,84 (ex-NR) | 11 juni 2015 | Oslo           |
| 3000 m         | 7.54,06         | 1 mei 2013   | Herentals      |
| 3000 m steeple | 8.48,33         | 5 juni 2022  | Barcelona      |

Indoor
| Onderdeel | Prestatie       | Datum            | Plaats     |
| --------- | --------------- | ---------------- | ---------- |
| 1500 m    | 3.37,30 (ex-NR) | 21 februari 2015 | Birmingham |
| 2000 m    | 5.04,33         | 13 februari 2016 | Gent       |
| 3000 m    | 7.47,55         | 6 maart 2015     | Praag      |

## Palmares

### 800 m
- 2014:  BK AC - 1.49,78
- 2016:  BK AC - 1.51,18

### 1500 m
- 2011: 11e EK junioren in Tallinn - 3.52,53
- 2013: 5e World Challenge Rabat – 3.35.97
- 2013:  EK U23 te Tampere - 3.43,83
- 2013: 10e in serie WK in Moskou - 3.40,39
- 2014: 14e  EK in Zürich - 3.40,34
- 2015: 8e in ½ fin. WK in Peking - 3.44,38
- 2016: 12e in ½ fin. OS - 3.43,71

### 1 mijl
Diamond League-resultaten
- 2015:  Bislett Games - 3.51,84 (NR)

### 3000 m
- 2011: 4e EYOF in Tampere - 8.34,28
- 2015: 12e EK indoor in Praag - 7.59,43

### veldlopen
- 2011: 5e EK U20 in Velenje.
- 2012: 24e EK U23 in Boedapest.
- 2012:  BK AC (korte cross)
- 2013:  BK AC (korte cross)
- 2013:  EK U23 in Belgrado (8000 m) - 24.02
- 2014:  BK AC (korte cross)
- 2017: 9e Sylvestercross in Soest - 37.10
- 2020:  BK AC (korte cross)
- 2021: 45e EK in Dublin (10000 m) - 32.14
- 2022:  BK AC (korte cross)
- 2023:  BK AC in Laken

## Onderscheidingen
- 2013: Gouden Spike voor beste mannelijke belofte